# Dryopolystichum phaeostigma
Dryopolystichum phaeostigma är en träjonväxtart som först beskrevs av Vincenzo de Cesati, och fick sitt nu gällande namn av Edwin Bingham Copeland. Dryopolystichum phaeostigma ingår i släktet Dryopolystichum och familjen Dryopteridaceae. Inga underarter finns listade.